# Maorifalke

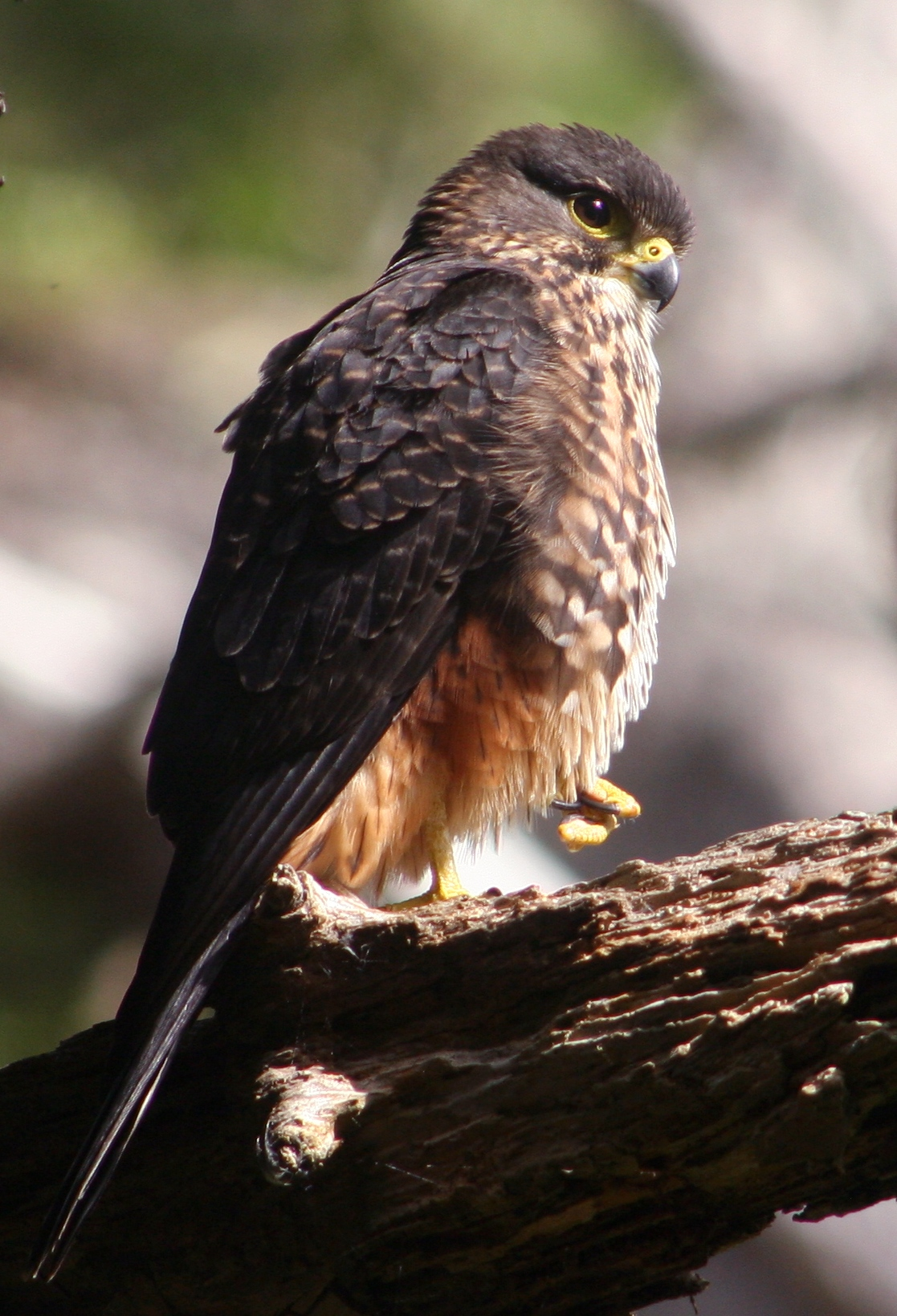
Maorifalke, dunkleres adultes Männchen

Der Maorifalke (Falco novaeseelandiae) ist ein Vogel aus der Familie der Falkenartigen (Falconidae). Dieser mittelgroße Falke ist auf Neuseeland endemisch. Der Maorifalke ernährt sich überwiegend von Vögeln, frisst aber auch Säugetiere, Eidechsen und Insekten und sehr selten auch Aas. Der Bestand der Art ist durch Lebensraumzerstörung und wohl auch durch direkte Verfolgung vermutlich rückläufig, der Maorifalke wird daher von der IUCN als Art der Vorwarnliste („near threatened“) geführt.

## Beschreibung
Maorifalken sind mittelgroße, kräftig gebaute Falken mit relativ kurzen Flügeln und einem recht langen Schwanz. Die Körperlänge beträgt 36–48 cm, die Flügelspannweite 66–91 cm. Wie viele Arten der Gattung Falco zeigt auch der Maorifalke einen sehr starken reversen Geschlechtsdimorphismus bezüglich Größe und Gewicht, jedoch ähnlich wie andere größere Falkenarten nicht bezüglich der Färbung. Adulte Männchen wiegen 252–500 g und haben eine Flügellänge von 226–267 mm. Adulte Weibchen erreichen ein Gewicht von 420–594 g und eine Flügellänge von 246–308 mm, im Mittel 371 mm.
Bei den farblich recht ansprechenden adulten Männchen sind Oberkopf, Oberseite des Rumpfes und die Oberflügeldecken bläulich schwarz. Die Deckfedern sind auf Rücken und Oberflügeln schmal rötlich bis weißlich gerandet, diese Partien wirken daher fein geschuppt. Die Unterseite des Rumpfes und die Unterflügeldecken sind auf cremefarbenem Grund überwiegend kräftig dunkel gestrichelt, nur an den Flanken kräftig quergebändert. Die Beinbefiederung und die Unterschwanzdecken sind ähnlich wie beim Baumfalken kräftig rotbraun. Schwingen und Steuerfedern sind oberseits auf dunkelbraunem Grund fein rötlich bis weißlich quergebändert, unterseits sind diese Bänder viel breiter und deutlicher. Der Kopf zeigt an den Seiten einen deutlichen Bartstreif, Wangen und Kehle sind auf rötlichem Grund dunkel gestrichelt. Über dem Auge befindet sich ein schmaler rötlicher Brauenstreif.

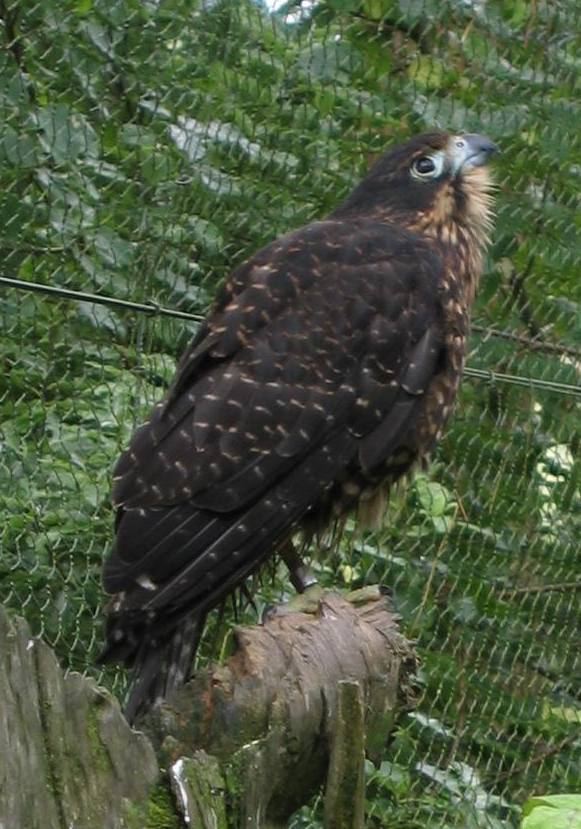
Maorifalke im Jugendkleid

Weibchen ähneln den Männchen, sind aber oberseits noch düsterer als Männchen mit vor allem am Kopf weniger Blau, manchmal fehlender Schuppung und Bänderung von Rücken und Oberflügeln. Auch die Unterseite ist durch eine noch ausgeprägtere Strichelung und Bänderung häufig dunkler als beim Männchen.
Vögel im Jugendkleid sind oberseits düster braunschwarz. Viele Individuen sind oberseits einfarbig dunkel, aber insbesondere Männchen zeigen auf den Flügeln und den Steuerfedern noch eine feine helle Bänderung. Die Unterseitenfärbung ist je nach Population variabel. Bei hellen Tieren ähnelt sie jener adulter Vögel, der Bartstreif ist jedoch feiner, die Wangen weniger hell und der Rumpf ist insgesamt dunkler und an den Flanken nicht gebändert. Bei dunklen Individuen ist die Kopfzeichnung auf den rötlichen Überaugenstreif und eine leichte Strichelung der Wangen reduziert, der Rumpf ist fast einfarbig dunkelbraun mit rötlichen Flecken und helleren Flecken auf den Flanken. Die Beinbefiederung ist dunkelrotbraun, die Kehle ist creme- bis rostfarben.
Die Iris ist in allen Kleidern dunkelbraun, Augenring, Wachshaut und Beine sind bei adulten Vögeln gelb, im Jugendkleid blassblau, grau oder olivgrün. Die Krallen sind schwarz.
Der Maorifalke ist in Neuseeland unverwechselbar, da er dort neben der Sumpfweihe die einzige vorkommende Greifvogelart ist.

## Verbreitung und Lebensraum
Die Art ist ein Endemit Neuseelands. Sie kommt dort fast flächendeckend vor, nur auf der Halbinsel Northland ist die Verbreitung auf kleine Areale beschränkt. Der ursprüngliche Lebensraum des Maorifalken waren die früher vorherrschenden Urwälder und das dichte Buschland. Die Art hat sich jedoch als sehr anpassungsfähig erwiesen und besiedelt heute auch Wirtschaftswälder und vor allem das durch umfangreiche Rodungen entstandene und überwiegend für die Schafzucht genutzte, ausgedehnte Grasland mit wenigen Büschen. Die Art kommt von Meereshöhe bis in 1500 m, lokal bis in 2100 m Höhe vor.

## Systematik
Für den Maorifalken werden keine Unterarten anerkannt, es wurden jedoch drei „Formen“ beschrieben, die sich hinsichtlich Verbreitung, bewohntem Habitat, Größe und Färbung unterscheiden.
- „Waldform“ (Bush): Relativ dunkel, Flügellänge bei Männchen im Mittel 236 mm und Gewicht im Mittel 264 g, Flügellänge bei Weibchen im Mittel 273 mm und Gewicht im Mittel 474 g; Nordinsel und Nordwesten der Südinsel.

- „Graslandform“ oder „Östlicher Falke“ (Grassland oder Eastern Falcon): Größer und heller als Waldform; Flügellänge bei Männchen im Mittel 255 mm und Gewicht im Mittel 330 g, Flügellänge bei Weibchen im Mittel 297 mm und Gewicht im Mittel 531 g; östliche Teile der Südinsel.

- „Südlicher Falke“ (Southern Falcon): Größe zwischen Wald- und Graslandform, aber ebenso dunkel wie Letztere; Fiordland, Stewart Island mit Nebeninseln sowie Aucklandinseln.

Molekulargenetische Untersuchungen haben ergeben, dass der Maorifalke innerhalb der Gattung der Falken offenbar besonders eng mit dem in Süd- und Mittelamerika heimischen Aplomadofalken (F. femoralis) verwandt sein könnte.

## Jagdweise und Ernährung
Maorifalken jagen sowohl von einem Ansitz aus, als auch aus dem Hohen Kreisen oder auch aus bodennahem Flug oder im kurvenreichen Flug zwischen Bäumen. Beute wird im Sturzflug am Boden attackiert, aber häufiger in der Luft verfolgt und gegriffen. Das genutzte Nahrungsspektrum ist  für einen Falken sowohl hinsichtlich des Artenspektrums als auch hinsichtlich der Beutetiergröße außergewöhnlich breit. Es besteht überwiegend aus kleinen bis mittelgroßen Vögeln mit einem Gewicht von 10 g bis etwa 1000 g, aber auch aus Säugetieren bis zur Größe erwachsener Feldhasen bis zu einem Gewicht von etwa 3 kg und Insekten. Seltener werden Reptilien, vor allem Eidechsen, und sehr selten Aas gefressen.

## Fortpflanzung
Die Brutzeit reicht von September bis Februar. Die Art baut wie alle Falken keine Nester, in Wäldern werden zur Brut Bodenmulden unter Totholz oder in dichter Vegetation, Epiphytenbewuchs auf toten oder sterbenden Bäumen oder selten Baumhöhlen benutzt. Die Falken des Offenlandes brüten auf Felsbändern in Felswänden oder an steilen Hängen auf dem Boden am Fuß von Felsblöcken.
Das Gelege besteht aus 2–4 Eiern. Die Brutdauer beträgt wahrscheinlich 29–35 Tage, die Nestlingszeit 32–35 Tage. Die Jungvögel sind im Alter von zwei bis drei Monaten selbständig.

## Wanderungen
Gerichtete oder regelmäßige Wanderungen sind nicht bekannt. Adulte Vögel sind meist Standvögel, Jungvögel streichen weiter umher. Irrgäste wurden noch auf Campbell Island, 250 km südlich der noch von der Art besiedelten Auckland Islands beobachtet.

## Bestand und Gefährdung
Für den Bestand der drei Formen liegen relativ genaue Schätzungen vor. Der Bestand der Waldform wird auf etwa 650 Paare, jener der Graslandform auf etwa 3150 Paare und jener der Südlichen Form  auf etwa 200 Paare geschätzt. Der Bestand der Art ist vor allem durch Lebensraumzerstörung und wohl auch durch direkte Verfolgung bedroht. Als weitere Gefährdung gilt der eingeführte Fuchskusu (Trichosurus vulpecula), der Gelege frisst. Vermutlich ist der Bestand rückläufig, ein eindeutiger Bestandstrend ist bisher aber nicht belegt. Der Maorifalke wird von der IUCN als Art der Vorwarnliste („near threatened“) geführt.

## Sonstiges
Der Maorifalke ist auf der Rückseite der neuseeländischen 20-Dollar-Banknote abgebildet. Zweimal war er auch das Motiv von neuseeländischen Briefmarken.